# Tim Bogert
Tim Bogert, właśc. John Voorhis Bogert III (ur. 27 sierpnia 1944, zm. 13 stycznia 2021) – amerykański basista rockowy grający w latach 60. i 70. XX wieku.

## Życiorys
Grał m.in. w takich zespołach jak Vanilla Fudge, Cactus i Beck, Bogert & Appice. W Vanilla Fudge Bogert i Carmine Appice stworzyli najmocniejszą sekcję rytmiczną w zespołach hardrockowych. Po odejściu z Vanilla Fudge obaj stworzyli zespół Cactus, który nagrał cztery albumy w ciągu dwóch lat istnienia. W 1973 wspólnie z Jeffem Beckiem i Appicem założył supergrupę Beck, Bogert & Appice. Po szybkim rozpadzie grupy Bogert zaangażował się w działalność producencką. W 1981 i 1983 nagrał solowe albumy Progressions i Master's Brew. W 1983 wspólnie z Appicem reaktywowali na krótko Vanilla Fudge. W latach 90. brał udział w kilku projektach płytowych i z Appicem udziela się w formacjach Char, Bogert & Appice i Derringer, Bogert & Appice (DBA).